# Великий Вариж
Великий Вари́ж (рос. Большой Варыж) — присілок в Балезінському районі Удмуртії, Росія.

## Населення
Населення — 208 осіб (2010; 281 в 2002).
Національний склад станом на 2002 рік:
- удмурти — 85 %